# Mezőkövesd-Zsóry SE
El Mezőkövesd-Zsóry Sport Egyesület (en español: Asociación Deportiva Mezőkövesd-Zsóry), es un equipo de fútbol de Hungría que juega en la NB2, la segunda liga de fútbol más importante del país.

## Historia
Fue fundado en el año 1975 en la ciudad de Mezőkövesd.

## Palmarés
- NB2 Este: 1

2012/13